# Шривіджая (футбольний клуб)
Футбольний клуб «Шривіджая» або просто «Шривіджая» — індонезійський футбольний клуб з міста Палембанг, який виступає в Суперлізі Індонезії.

## Досягнення
- Суперліга Індонезії
  -  Чемпіон (1): 2011–12

- Перший дивізіон Чемпіонату Індонезії
  -  Чемпіон (1): 2007–08

- Піала Індонезія
  -  Чемпіон (3): 2008, 2009, 2010

- Кубок Індонезійського союзу
  -  Чемпіон (1): 2010
  -  Фіналіст (1): 2009

- Індонезійський міжострівний кубок
  -  Чемпіон (2): 2010, 2012